# Třebeš
Třebeš (niem. Trebesch) – część miasta ustawowego Hradec Králové. Znajduje się na południe od centrum miasta. Mieszka tutaj na stałe ponad 6 000 osób.